# Samuel White
Samuel White, född 1770 i Kent County, Delaware, död 4 november 1809 i Wilmington, Delaware, var en amerikansk politiker (federalist). Han representerade delstaten Delaware i USA:s senat från 1801 fram till sin död.
White studerade vid Cokesbury College i Maryland. Han studerade sedan juridik och inledde 1793 sin karriär som advokat i Dover. Han tjänstgjorde därefter i två år som kapten i USA:s armé.
Senator Henry Latimer avgick 1801 och efterträddes av White. Han avled 1809 i ämbetet och gravsattes på Old Swede's Church kyrkogård i Wilmington.